# Ziua Culturii Naționale
Ziua Culturii Naționale este o sărbătoare națională, care are loc anual în România pe 15 ianuarie cu scopul de a promova cultura, arta și efortul academic.
Ziua de 15 ianuarie a fost aleasă ca Zi a Culturii Naționale, întrucât reprezintă data nașterii poetului național al românilor, Mihai Eminescu (1850 - 1889). Mihai Eminescu s-a născut la 15 ianuarie 1850, la Botoșani. A fost poet, prozator, dramaturg și jurnalist, socotit de critica literară postumă drept cea mai importantă voce poetică din literatura română. Avea o bună educație filosofică, opera sa poetică fiind influențată de marile sisteme filosofice ale epocii sale, de filosofia antică – de la Heraclit la Platon, de marile sisteme de gândire ale romantismului, de teoriile lui Arthur Schopenhauer, Immanuel Kant și de teoriile lui Georg Wilhelm Friedrich Hegel.
Ziua Culturii Naționale a fost stabilită prin Legea Nr. 238 din 7 decembrie 2010.

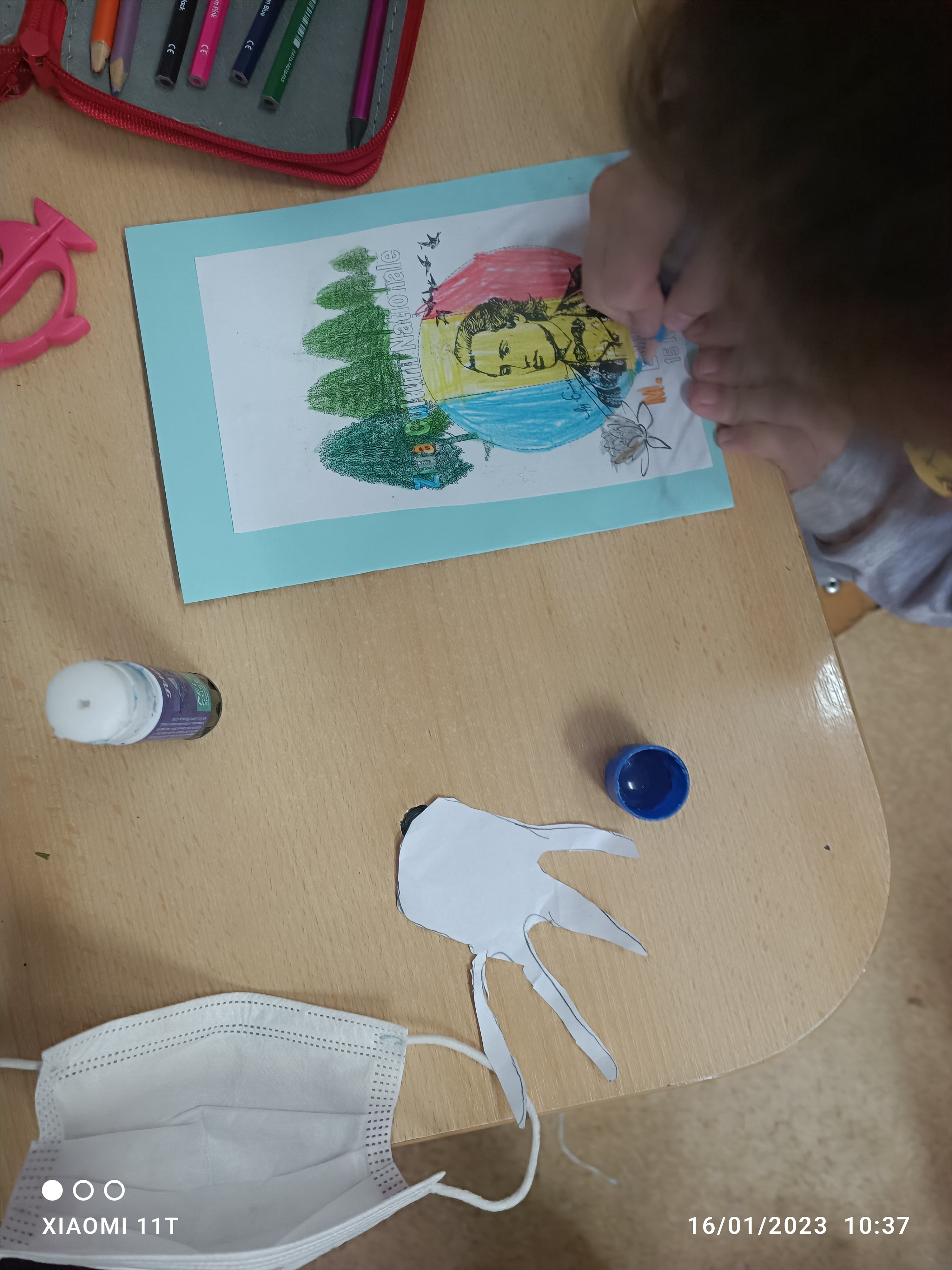
Eminescu prin ochi de copil

Și în alte țări europene, Ziua Culturii prețuiește oamenii de cultură, reprezentativi fiecărui stat în parte. Astfel că: În Spania, Ziua Culturii Naționale este marcată de data morții lui Miguel de Cervantes; În Portugalia, ziua are legătură cu data la care s-a născut poetul Luis de Camoes; Iar în Republica Moldova, Ziua Culturii Naționale a fost stabilită de către autorități tot ziua de naștere a poetului Mihai Eminescu.
Motivul pentru care a fost aleasă ziua lui Eminescu drept Zi a Culturii Naționale ar putea fi acela că este poetul „nepereche” al neamului românesc ori acela că personalitatea marcantă a lui Mihai Eminescu – nu doar în literatură, ci și în jurnalism ori în filosofie – i-a impresionat atât pe contemporanii săi, cât și pe cei din generațiile următoare. Inteligența lui, cultura de nivel european, bogăția și farmecul limbajului eminescian nu au rămas neobservate, ci au fost apreciate.
Eminescu a murit la 15 iunie 1889, la București. A fost ales, post-mortem (28 octombrie 1948), membru al Academiei Române.

## Legături externe
- Pagina oficială la Ministerul Culturii